# Ratpenat nassut inca
El ratpenat nassut inca (Choeroniscus minor) és una espècie de ratpenat de Sud-amèrica.

## Descripció
Relativament petits entre els ratpenats, els membres d'aquesta espècie fan entre 6 i 7 centímetres de longitud conjunta del cap i del cos, amb una longitud d'avantbraç de 3,5 centímetres i un pes que varia entre 7 i 12 grams. Les femelles són lleugerament més gran que els mascles. La cua fa entre 6 i 9 mil·límetres i està parcialment (fins a la meitat) integrada a l'uropatagi, que està parcialment suportat per un calcani ben desenvolupat. El cos està cobert d'un pèl espès i que pot ser marró fosc o gairebé negre.
Té un musell esvelt i allargat, tot i que no és un tret comú entre els glossofagins, i a l'extrem té una protuberància en forma de fulla triangular. Les orelles són arrodonides, tenen plecs corbats al llarg de les vores i un trague gran. La llengua és notablement llarga, podent assolir una longitud de fins al 50% de la mida total del cos, i es pot veure fins i tot quan té la boca tanca, ja que té un forat ample entre les dents frontals. La punta de la llengua té petits pèls, que presumiblement li permeten xuclar el nèctar.
Les dents són una mica variables en la forma, encara que només destaquen els canins, ja que totes les altres dents són petites i delicades.

## Distribució
El ratpenat nassut inca viu a les selves tropicals de la conca amazònica del Brasil, al nord de la Guaiana, Colòmbia, Veneçuela i Trinitat i Tobago, a l'oest de l'Equador, a Perú i al nord de Bolívia. Prefereix les terres baixes i l'estatge montà fins als 1.300 metres per sobre del nivell del mar.

## Comportament
És una espècie nocturna que s'alimenta principalment de nèctar i pol·len que extreu de les flors fent ús de la seva llengua llarga i el seu musell estret, encara que també s'alimenta de petites quantitats d'insectes. Durant el dia, es refugia sol o en petits grups, sota troncs buits o en forats als arbres a no més de 70 centímetres del terra.